# Megakles (Töpfer)
Megakles (griechisch Μεγακλῆς) ist der Name eines vermeintlichen antiken attisch-rotfigurigen Töpfers der Frühklassik (etwa zweites Drittel des 5. Jahrhunderts v. Chr.).
Megakles ist der Name einer Signatur auf einer Pyxis, die heute in der Königlichen Bibliothek Belgiens aufbewahrt wird und deren Deckel vom Pistoxenos-Maler bemalt wurde. Die Signatur ist jedoch neuzeitlich, ein antiker Töpfer des Namens ist bislang nicht bekannt.

## Einzelbelege
1. ↑  Inventarnummer 9. ARV² 862, 31; 1555; AVI 2882.